# マイアミ・インターナショナル・オートドローム
マイアミ・インターナショナル・オートドローム（Miami International Autodrome）は、マイアミ郊外にあるハードロック・スタジアムとその周辺を舞台としたサーキット。2022年からマイアミグランプリが開催されている。

## 概要
全長5.412ｍ、19のコーナーと3本のストレートで構成されたサーキットでシミュレーションによる最高速度は320km/h。仮設のサーキットだが、2021年に当時のレースディレクターであったマイケル・マシが現地を訪れた際には「適切なサーキットであり、1980年代にラスベガスの駐車場で行われたレースとはかけ離れたもの」と明言している。
一部公道を使用する計画だったが、渋滞発生への住民の反対運動により公道は使用せず、ハードロック・スタジアムの敷地内の道路と新たに敷設する道路を組み合わせたものとなっている。ターン8からターン9までの区間はテニスのマイアミ・オープンが行われるテニスコートエリアの中央を突っ切る形となる。また、コース東端の区間（ターン15-16）は高速道路フロリダズ・ターンパイク (Florida's Turnpike) につながるランプの高架下を通過する。
当初の湾岸部でのストリートコース計画を断念した代わりに、ターン6からターン8にかけてのインフィールドには、マイアミのマリーナをイメージしたホスピタリティゾーンが設けられ、高級ヨットが係留される。ただし、水に浮んでいるわけではなく、海面を模したビニールが貼られているだけである。

## コースレイアウト
コースは左回りで、コーナー数は19（左：12、右7）と3本のストレートから成っている。スタートフィニッシュラインからターン8までのセクター1はスタジアム外周部に沿って高速S字コーナーが続く。セクター2は緩やかにカーブした全開区間が続き、ターン11への減速がパッシングポイントとなる。ターン11からターン16まではタイトな低速コーナーが連続する。セクター3は1.28kmのバックストレートの先にヘアピンがあり、2番目のパッシングポイントとなる。コース全体として低速・高速のコーナーが多く、3本のストレートがあるもののエンジン全開率は50%程度とF1のレースカレンダーに載るサーキットでは低い部類となる。
初開催時にはドライバーたちからおおむね高評価を得たものの、ターン14・15のシケインは狭すぎる（遅すぎる）と不評だった。前述のとおりこの区間は有料道路の高架下をくぐるため、頭上に4 mのクリアランスを取り、通過速度を80 km/h に抑える必要があり、設計を担当したエイペックス・サーキット・デザイン社は「三次元的に針の穴を通すような」設計の限界に挑んだと述べている。

## 路面
路面は他のサーキットとは異なり、舗装の際にフロリダ州運輸局のガイドラインを遵守する必要があり、フロリダ産の石灰岩にジョージア州の花こう岩を60%混合したものを骨材として作られた。石灰岩は研磨されやすくグリップを発生しづらいが、フロリダ産の石灰岩はシリカを多く含んでいたため、多くの車両が走行するレコードラインではそれらが露出しグリップを生み出した。一方、削り取られた石灰岩の破片は飛散したため、レコードラインの外ではグリップを失う原因となった。F1初開催となった2022年のマイアミGPでは路面清掃を行ったことで、フェルナンド・アロンソがレース前のドライバーズパレードでターン1のアウト側（レコードラインの外）が綺麗であることを発見し、スタートでそのラインを通ってポジションを上げる場面が見られた。2023年は、前年に多くのドライバーから指摘されたターン14,15の起伏を伴ったシケインの改修はなく、路面の再舗装のみ実施された。また、F1パドックをハードロック・スタジアムの内部へ移動した。

## F1GPの結果
| 年   | 決勝日 | ラウンド | 勝者                       | 所属チーム   |
| ---- | ------ | -------- | -------------------------- | ------------ |
| 2022 | 5月8日 | 5        | マックス・フェルスタッペン | レッドブル   |
| 2023 | 5月7日 | 5        | マックス・フェルスタッペン | レッドブル   |
| 2024 | 5月5日 | 6        | ランド・ノリス             | マクラーレン |